# Harmon Northrop Morse
Harmon Northrop Morse (1848 — 1920), foi um químico norte-americano. É conhecido como o primeiro a ter sintetizado o paracetamol. Era professor PhD na Universidade de Göttingen, e foi contemporâneo do químico Friedrich Wöhler.

## vida e carreira
O primeiro ancestral americano de Harmon Northrop Morse foi John Morse, que veio da Inglaterra em 1639 e se estabeleceu em New Haven. Seu pai, Harmon Morse, era um fazendeiro puritano e acreditava no trabalho duro, poucas férias e pouca escolaridade. Ele considerava todas as formas de recreação questionáveis. A mãe de Northrop morreu jovem, deixando para trás Northrop, seu irmão Anson e sua irmã Delia.
1. ↑  Remsen, Ira (26 de novembro de 1920). «Harmon Northrup Morse». Science (em inglês) (1352): 497–500. ISSN 0036-8075. doi:10.1126/science.52.1352.497. Consultado em 23 de abril de 2024